# Compton (California)
Compton è una città degli Stati Uniti d'America, situata nella contea di Los Angeles in California.

## Geografia fisica
Secondo lo United States Census Bureau, la città un'estensione di 26,18 km² di cui 25,92 km² di terra e 0,26 km² di acque.

## Storia
Nel 1784 la Corona Spagnola cedette un tratto di oltre 300 km² a Juan Jose Dominguez in questa zona. Il tratto venne ribattezzato Rancho San Pedro. Il nome di Dominguez fu più tardi dato alla Dominguez Hills community south di Compton.
Nel 1867 Griffith D. Compton (1820-1905) guidò un gruppo di pionieri alla ricerca di un clima mite come quello della California. La città è stata incorporata l'11 maggio 1888 ed intitolata alla memoria di Griffith D. Compton.
Compton è cresciuta rapidamente a metà del XX secolo, nei tardi anni 1940 con lo smantellamento della segregazione razziale, la classe media di colore iniziò a muoversi verso questa area, in maggioranza nella zona ovest. Una ragione di questo spostamento era la prossimità a Watts, luogo con una ampia comunità nera nel periodo. Tuttavia, la zona orientale della città è rimasta a predominanza bianca fino agli anni 1960.
Douglas Dollarhide, eletto sindaco di Compton nel 1969, è passato alla storia come il primo sindaco afroamericano eletto nell'area metropolitana. Dai primi anni 1970 la città aveva una delle più alte concentrazioni di popolazione di colore del paese con oltre il 90%. Compton si mostrava come una città molto attraente con strade larghe e case unifamiliari, ma presentava inevitabili fattori di declino, come l'erosione della base tassabile a seguito dello spostamento della classe media bianca in altre città come Artesia, Bellflower, Paramount e Santa Fè Springs, che assicuravano tasse ed indici di criminalità più bassi, ma soprattutto applicavano una sorta di tacita segregazione razziale. Questo spostamento fu accentuato dai disordini di Watts del 1965.
Al successivo inevitabile aumento delle tasse, ed al taglio di servizi per il rientro dallo sforamento del budget, si aggiunsero i problemi di criminalità, già presenti in bassa percentuale, ma aggravatisi con l'arrivo del crack nell'ultima parte del secolo. Successivamente la città perse residenti ricchi per problemi di sicurezza e, dopo i disordini di Los Angeles avvenuti nel 1992 dopo il pestaggio da parte delle forze dell'ordine di un uomo di colore, Rodney King, diversi afroamericani lasciarono la regione. Nel frattempo, diverse famiglie latino-americane si spostarono a Compton.

## Criminalità
Compton è una città nota per l'elevatissimo tasso di criminalità. A Compton sono nate le prime vere bande di strada che oggi sono delle vere e proprie organizzazioni criminali estese in tutti gli U.S.A. Le principali gang sono i Bloods e i Crips, i cui membri sono in maggioranza afroamericani, ma vi sono anche molte gangs latine. Queste due gang, (Bloods e Crips), oltre che contendersi South Los Angeles, sono distinte dai colori che indossano; i Bloods sono simboleggiate dal colore rosso, mentre i Crips fanno del blu il loro colore distintivo.
Dagli anni 1990 in poi sono bandite da qualsiasi luogo pubblico le bandane poiché forte segno di riconoscimento da parte di un membro, e l'usanza di indossare vestiti colorati è molto diminuita, anche se i più forti segni di riconoscimento da parte dei membri rimangono i segni con le mani e i tatuaggi. La città di Compton ha ispirato il quartiere fittizio di Ganton e Grove Street, nel videogioco Grand Theft Auto: San Andreas.

## Il fenomeno del gangsta rap

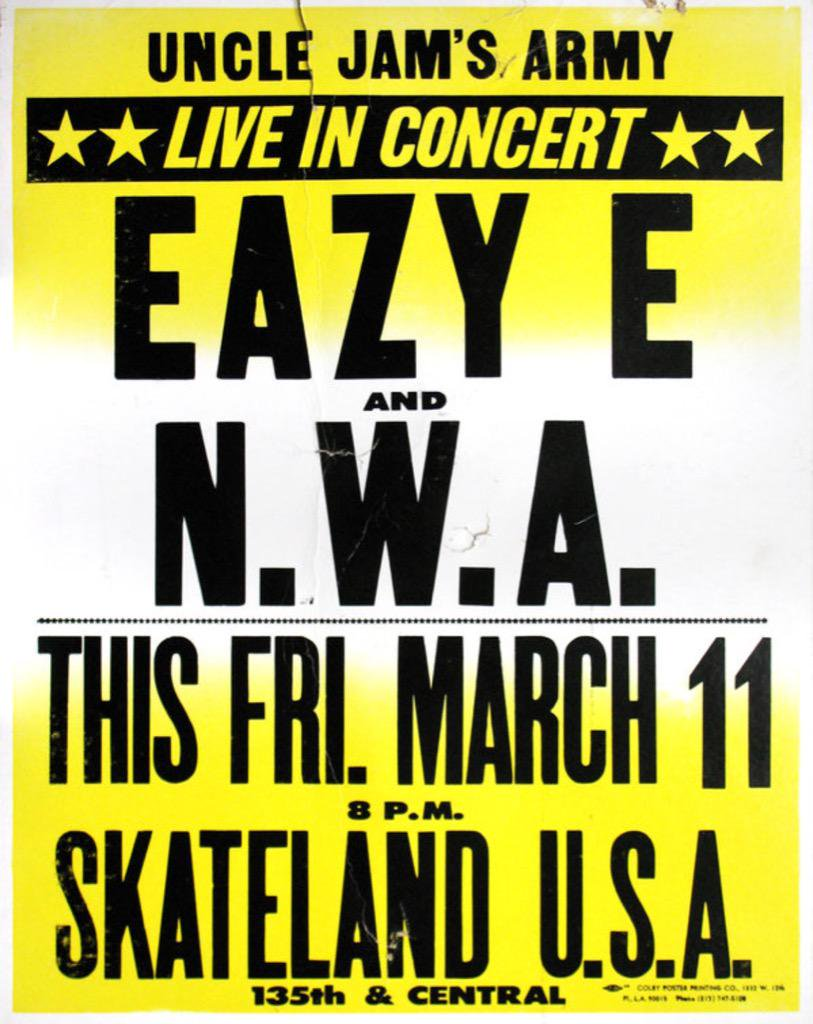
Manifesto per un concerto di Eazy-E e N.W.A. del marzo 1988

Compton si può considerare città natale di un sottogenere molto influente nella cultura Hip hop come il Gangsta rap, grazie soprattutto a Eazy-E, rapper nato e cresciuto a Compton e Leader della band N.W.A., che dedicarono a Compton uno dei loro lavori più famosi, l'album Straight Outta Compton del 1988, da cui è stato tratto l'omonimo singolo. L'alto tasso di criminalità della città ha ispirato liriche da contenuti spinti e violenti, a cui si assommano misoginia ed inni contro le forze dell'ordine come Fuck tha Police degli N.W.A., ma che se filtrate di questi caratteri negativi rappresentano una fortissima denuncia sociale, soprattutto per il crudo tratteggio delle conseguenze dell'uso di droga e violenza. Altro gruppo gangsta rap formatosi nella città di Compton, della quale è molto rappresentativo, è quello dei Compton's Most Wanted.
Compton dunque è città prolifica per quanto riguarda l'Hip Hop e nello specifico il Gangsta Rap, avendo dato i natali a personaggi quali Eazy-E, Dr. Dre, MC Ren, DJ Yella, Dresta, Luniz, B.G. Knocc Out, Lil' Eazy-E, Coolio, The Game, MC Eiht, DJ Quik, King-T, Tyga, Kendrick Lamar, Boogie, YG e Roddy Ricch.

## Media
- Nel film American History X è presente un esplicito riferimento alla cittadina, allorché un giornalista rivela che il padre del protagonista, il vigile del fuoco Dennis Vinyard, vi avrebbe trovato la morte in servizio per mano di uno spacciatore.
- La prima stagione della serie televisiva Loro è ambientata nella Compton degli anni '50, suburbio losangelino allora abitato da una maggioranza Wasp.
- Nel videogioco GTA: San Andreas, è presente "Ganton" un piccolo quartiere di Los Santos, i quali sono ovvi riferimenti a Compton e a Los Angeles. Altre similitudini alla reale Compton nel gioco sono la presenza di numerose bande di strada a Ganton.
- Nel 2015 esce un film dedicato al gruppo rap degli N.W.A. intitolato Straight Outta Compton. Il rapper Eazy-E aveva inoltre scritto numerosi album e canzoni nel cui titolo era presente la città di Compton.